# Ruslán Jasbulátov
Ruslán Imranovich Jasbulátov (en ruso: Руслан Имранович Хасбулатов; en checheno:Хасболати Имрани кIант Руслан, tl:Jasbolati Imrani kant Ruslan) (Grozni, 22 de noviembre de 1942-Mozhaisk, 3 de enero de 2023) fue un político, científico, economista y publicista ruso de origen checheno.
Ruslán Jasbulátov fue el último en ocupar el cargo de presidente del Sóviet Supremo de la RSFS de Rusia de 1991 a 1993, aunque desde inicios de 1992 carecía de poder efectivo en la Rusia postsoviética. 
Miembro correspondiente de la Academia de Ciencias de Rusia (1991), último presidente del Sóviet Supremo de Rusia, primer asociado el primer presidente de Rusia, Borís Yeltsin, luego su principal oponente y participante activo en la crisis constitucional rusa hasta octubre de 1993. En 1994 fue organizador de la llamada «Misión de mantenimiento de la paz del profesor Jasbulátov» en Chechenia. Desde 1994, jefe del Departamento de Economía Mundial de la Universidad de Economía de Rusia Plejanov.

## Biografía
Ruslán Jasbulátov nació el 22 de noviembre de 1942 en la ciudad de  Grozny, parte del teip de Jarachoi, República Autónoma Socialista Soviética de Chechenia e Ingusetia. Después de la deportación de los chechenos, fue reasentado en Kazajistán (en la región del norte de Kazajistán, distrito de Bulaevsky, la aldea de Poludino), donde pasó su infancia y juventud. En 1962 se trasladó a Moscú, donde en 1965 se graduó en la Facultad de Derecho de la Universidad Estatal de Moscú, y en 1970 completó sus estudios de posgrado en la Facultad de Economía de la misma universidad.
En 1970, en una reunión del consejo académico especializado de la Universidad Estatal de Moscú, defendió su tesis doctoral. Desde 1978 enseña en la Universidad de Economía de Rusia GV Plejanov.
Durante la perestroika fue miembro del Consejo Científico de la Oficina del Desarrollo Social del Consejo de Ministros de la URSS, participó activamente en el desarrollo de la ley sobre la renta.
El 4 de marzo de 1990 fue elegido Diputado Popular de la RSFSR por el Distrito Electoral Nacional-Territorial No. 37 de Grozny, de la República Autónoma Socialista Soviética Autónoma Chechenia e Ingusetia (desde el 9 de enero de 1993 - República de Chechenia). En el programa electoral, abogó por una Rusia unida con amplios derechos de autonomía, por una unión igualitaria con otras repúblicas soberanas, por la creación de estructuras de poder democráticas y la transformación de los soviets locales en verdaderos órganos de autogobierno con derecho a la legislación local.
Del 5 de junio de 1990 al 29 de octubre de 1991, Primer Vicepresidente del Soviet Supremo de la RSFSR.
Desde el 10 de julio de 1991, Presidente del Soviet Supremo de la RSFSR.
Desde el 29 de octubre de 1991. Presidente del Soviet Supremo de la Federación de Rusia.
En septiembre de 1992, por un período de un año, fue elegido presidente del Consejo de la Asamblea Interparlamentaria de los Estados miembros de la CEI.
Desde 1994, Jefe del Departamento de Economía Mundial de la Universidad de Economía de Rusia Plejanov.
Murió el 3 de enero de 2023 en  su casa de campo en  el pueblo de Olgino, distrito urbano de Mozhaysky de la provincia de Moscú.

### Papel en la historia rusa

#### Papel en los acontecimientos de agosto-diciembre de 1991
Desempeñó un papel importante en el fracaso del golpe de Estado de agosto, aunque, como dijo más tarde, estaba descontento con el borrador del nuevo Tratado de la Unión: «Yo personalmente escribí el llamamiento “A los ciudadanos de Rusia”, condenando las acciones del Comité Estatal para el Estado de Emergencia (GKChP)». Se opuso al arresto de su colega, el presidente del Sóviet Supremo de la URSS, Anatoly Lukyanov, que en su opinión desempeñó un papel en el colapso de la URSS. Según Valentin Varennikov, Jasbulátov, junto con el fiscal general Valentin Stepankovno quería un juicio objetivo en el caso GKChP. Después de agosto de 1991, las actividades del Consejo de Ministros de la RSFSR se paralizaron; en tal situación Jasbulátov se vio obligado a convertir el Presidium del Sóviet Supremo de Rusia en un gobierno real, y él, junto con el aparato parlamentario, gestionó todos los asuntos de la república hasta la formación de un «gobierno de reformadores».
Durante la firma del Tratado de Belavezha sobre el establecimiento de la Comunidad de Estados Independientes (CEI) y el fin de la existencia de la URSS el 8 de diciembre de 1991, estaba de visita en Corea del Sur. Cuando Jasbulátov presidió la sesión del Sóviet Supremo del 12 de diciembre, pidió la ratificación del tratado, lo cual se hizo. Varios miembros del Consejo Supremo señalaron que, según la Constitución de la RSFSR vigente en ese momento, para ratificar el acuerdo era necesario convocar al órgano supremo del poder estatal, el Congreso de los Diputados del Pueblo de la RSFSR, ya que el acuerdo afectaba la estructura estatal de la república como parte de la URSS y, por lo tanto, implicaba cambios a la constitución. En septiembre de 1992, un grupo de diputados del pueblo de la RSFSR encabezados por Sergei Baburin envió una petición al Tribunal Constitucional de la Federación de Rusia para verificar la constitucionalidad de la resolución del Sóviet Supremo de la RSFSR de fecha 12 de diciembre de 1991 «Sobre la ratificación del Acuerdo sobre el establecimiento de la Comunidad de Estados Independientes». Esta apelación nunca fue considerada.
En abril de 1992, el Congreso de los Diputados del Pueblo de Rusia, a pesar de los esfuerzos de Yeltsin y Jasbulátov, se negó en tres ocasiones a ratificar el Tratado de Belovezha y excluyó del texto de la Constitución de la RSFSR la mención de la Constitución y las leyes de la URSS, que más tarde se convirtió en una de las razones de la oposición del Congreso al presidente Yeltsin y posteriormente llevó a los trágicos acontecimientos de octubre de 1993. La Constitución de la URSS y las leyes de la URSS continuaron siendo mencionadas en los artículos 4 y 102 de la Constitución de la Federación de Rusia - Rusia (RSFSR) de 1978 hasta el 25 de diciembre de 1993, cuando entró en vigor la Constitución de la Federación de Rusia, aprobada por referéndum popular, que no contenía una mención de la Constitución y las leyes de la URSS.
Para implementar el Tratado de Belavezha, Jasbulátov firmó una resolución sobre la abolición del Banco Estatal de la URSS, sobre la terminación de los poderes de los diputados populares de la URSS en el territorio de la RSFSR, sobre la abolición de las autoridades judiciales y la Fiscalía de la URSS. En marzo de 1992 Jasbulátov pidió que se impidiera la celebración del VI Congreso de los Diputados del Pueblo de la URSS. Posteriormente, afirmó que el colapso de la URSS fue una decisión subjetiva y errónea.
Como recuerda el expresidente de la URSS Mijaíl Gorbachov, «La mañana del 27 de diciembre de 1991 estaba programada mi entrevista con periodistas japoneses. Decidí celebrarlo por última vez en la oficina del Kremlin. Ya estaban esperando. A la entrada del Kremlin, me dijeron por teléfono en el coche: “Yeltsin, Poltoranin, Burbulis, Jasbulátov han estado sentados en su oficina desde la mañana. Bebimos la botella.”… Yeltsin estaba impaciente por encontrarse en la oficina presidencial, que aquellos que fueron iniciados en los asuntos del Kremlin llamaron “altura”. Sin esperar tres días antes del 30 de diciembre, él y su “compañía” tomaron la “altura” antes de lo previsto. Organizaron una reunión victoriosa con whisky, ¡los que dos años después se dispararon durante la derrota del parlamento!».
En 1998, en una reunión de la comisión de la Duma del Estado, admitió que la ratificación del Tratado de Belovezha solo era competencia del Congreso de los Diputados del Pueblo: «Cuando se consideró el tema de la ratificación-no ratificación en la Duma, se olvidó del elemento más esencial: que el documento no ha sido ratificado, repito que legalmente, desde el punto de vista de la Constitución, era una cuestión del Congreso. Y lo que adoptó el Consejo Supremo solo podría tener un carácter recomendatorio». Según él, el Consejo Supremo ratificó el acuerdo bajo presión, incluso por parte del lobby militar (el consejero de Defensa del Presidente de la RSFSR, Konstantín Kobets, y el ministro de Defensa de la URSS, Yevgeny Shaposhnikov).
En 2011, en sus memorias, escribió que Yeltsin insistió en la pronta ratificación del acuerdo sobre la creación de la CEI, citando muchos problemas derivados de la incertidumbre en este asunto.

#### Disolución del Sóviet Supremo de Chechenia e Ingusetia
Los acontecimientos del 19 al 21 de agosto de 1991 en Moscú se convirtieron en el catalizador de un estallido sociopolítico en Chechenia e Ingusetia. El organizador y líder del movimiento de masas fue el Comité Ejecutivo del Congreso Nacional del Pueblo Checheno (OKCHN), encabezado por Dzhojar Dudáyev.
Tras el fracaso del Comité Estatal para el Estado de Emergencia, el Comité Ejecutivo del OKChN y las organizaciones nacionalistas radicales exigieron la disolución del Sóviet Supremo de la República Autónoma Socialista Soviética de Chechenia e Ingusetia y la celebración de nuevas elecciones. Los días 1 y 2 de septiembre, la tercera sesión del OKCHN declaró disuelto al Sóviet Supremo y transfirió todo el poder en el territorio de Chechenia e Ingusetia al Comité Ejecutivo del OKCHN.
El 15 de septiembre de 1991, Jasbulátov llegó a Grozni. Siendo presidente interino del Sóviet Supremo de la RSFSR, se hizo la última sesión del Sóviet Supremo de la República Autónoma Socialista Soviética de Chechenia e Ingusetia, que decidió disolverse. Como resultado de las negociaciones entre Jasbulátov y los líderes del Comité Ejecutivo del OKCHN, se formó el Sóviet Supremo Provisional de la República Autónoma Socialista Soviética de Chechenia (VVS), como órgano de poder temporal para el período hasta la elección (programada para el 17 de noviembre) de 32 diputados, que pronto se redujo a 13 diputados y luego a 9.
El vicepresidente del Comité Ejecutivo del OKCHN, Jusein Ajmadov, fue elegido presidente del Sóviet Supremo Provisional de la República.
El 27 de octubre de 1991, el Comité Ejecutivo del OKCHN celebró elecciones para presidente y parlamento de la autoproclamada República Chechena (Nokhchi-Cho). El presidente del Comité Ejecutivo fue Dzhojar Dudáyev. El 2 de noviembre, el Congreso de los Diputados del Pueblo de la RSFSR, presidido por Jasbulátov, declaró ilegales estas elecciones. En 1990-1991 la solución del conflicto desde el principio se vio obstaculizada por el enfrentamiento entre las autoridades federales y rusas. En 1992-1994 la situación en Chechenia se reflejó en la historia del conflicto entre las ramas del poder que ya estaban en la Rusia soberana; el líder de una de las partes en este conflicto, el checheno Jasbulátov, fue considerado en ese momento como una posible alternativa a Dudáyev.